# Hendrik Jan Broekstra
Hendrik Jan (Henk) Broekstra (Zaandijk, 2 januari 1924 - Oisterwijk, 19 maart 2015) was een Nederlandse pianist, muziekleraar en directeur van het Brabants Orkest.
Broekstra volgde na het gymnasium een opleiding voor tandheelkunde. In 1948 behaalde hij het Staatsexamen B voor piano. Twee jaar later volgde het diploma Schoolmuziek. Hij was een leerling van George Stam en Gerard Hengeveld. Hij trad op in recitals en met orkest, en was muziekleraar in Leeuwarden en Sneek.
Van 1963 tot 1970 was Broekstra eindredacteur 'ernstige muziek' bij de Regionale Omroep Noord en Oost. Vanaf 1 december 1970 werd hij werd hij directeur van het Brabants Orkest. In 1978 ging hij aan de slag bij de NOS als manager van de divisie uitvoerende kunstenaars.

## Publicatie
- Alma Musica, leerboek voor middelbare scholen, Wolters Noordhoff Grins, 1957